# Ей Джей Лий
Ейприл Жанет Мендез-Брукс (на английски: April Jeanette Mendez-Brooks) (родена на 19 март 1987 г.) е бивша американска професионална кечистка. Тя бе подписала договор с WWE (2011 – 2015) в шоуто Първична сила (Raw) под името Ей Джей Лий (AJ Lee). През кариерата си като кечист, Ей Джей е трикратна шампионка на дивите и притежава три Слами Награди. Също така Ейприл държеше рекорда за най-дълга носителка на титлата, но на 20.09.2015, Ники Бела поставя нов рекорд от 301 дни като шампионка на дивите. Тя е женена за бившата WWE звезда – Си Ем Пънк. На 3 април 2015, WWE обяви, че Ей Джей се пенсионира от кеча и напуска компанията. На 4 април 2017 книгата на Ей Джей Лий е официално пусната на пазара под името „Crazy is my superpower“. Има слухове, че тя ще се връща в Световната Федерация по кеч. Нито Ей Джей, нито WWE са потвърдили, че това ще се случи.

## Интро песни
- „Feelin Ya“ by Jim Johnston (FCW)
- „Right Now“ By Tyler Van Den Berg (10 юни 2011 – октомври 2011)
- Let's Light It Up By Jim Johnston And Kari Kimmel (октомври 2011 – )

## Завършващи движения
- Shining Wizard
- Shiranui
- Octopus Hold – FCW
- Hurricanrana
- Diving Crossbody
- Missile Dropkick
- Low Dropkick
- Monkey Flip
- Multiple Arm Drags
- Spinning Heel Kick
- Wheelbarrow Bulldog
- The Black Widow

заедно с Кейтлин
- Aided Splash
- Corner Clositline (AJ)/Backbreaker (Kaitlyn)

### Титли и постижиния
Florida Championship Wrestling
- Шампионка на дивите на FCW (1 път)
- Кралица на FCW (1 път)

Pro Wrestling Illustrated
- Жена на годината (2012 – 2014)
- PWI я класира като 2 от топ 50 жени кечистки в PWI Female 50 през 2014

Women Superstars Uncensored
- Отборна шампионка на WSU (1 път) – с Брук Картър
- Крал и Кралица на Ринга на WSU/NWS (2009) – с Джей Летал

WWE
- Шампионка на дивите на WWE (3 пъти)
- Слами награди (3 пъти)
  - Дива на годината (2012, 2014)
  - Целувка на годината (2012) – с Джон Сина